# Lappeenrannan NMKY
El Lappeenrannan NMKY es un equipo de baloncesto finlandés con sede en la ciudad de Lappeenranta, que compite en la Korisliiga. Disputa sus partidos en el Lappeenrannan urheilutalo.

## Palmarés
- Campeonato de Finlandia: 2005,2006

Semifinales 2008
Campeón Liga Regular 2005, 2008
- Copa de Finlandia/Copa de Liga de Finlandia: 2005, 2006, 2007, 2008
- Semifinales EuroChallenge: 2006